# Winnie Winkle
Winnie Winkle (ursprünglich: Winnie Winkle the Breadwinner) war ein amerikanischer Comicstrip, der zwischen 1920 und 1996 erschienen ist. Sein Schöpfer war Martin Branner, der, unterstützt von diversen Assistenten (darunter in der Mitte der 1930er Jahre auch Robert Velter), den Strip bis 1962 zeichnete. Nachfolger Branners war sein langjähriger Assistent Max van Bibber. 

## Handlung
Der Comicstrip dreht sich um das Büro- und Liebesleben von Winnie Winkle, wobei Letzteres im Vordergrund steht. Winnie arbeitet als  Stenografin bei Barnaby Bibbs, um ihre Eltern finanziell zu unterstützen. Später adoptieren Winnies Eltern noch einen Jungen namens Perry, der als Anführer einer Bande namens Rinkydinks zur Hauptfigur der Sonntagsseite wurde. 1937 wurde Winnie mit Will Wright verheiratet, ihr Ehemann verschwand jedoch einige Jahre später von der Bildfläche. Max van Bibber führte Winnies Tochter Wendy ein.

## Veröffentlichung
Winnie Winkle erschien erstmals am 20. September 1920, eine erste Sonntagsseite erschien am 2. April 1922. Insbesondere die Figur des Perry war in Europa sehr populär. So erschienen in den Niederlanden die Abenteuer von Perry unter dem Namen Sjors van de Rebellenclub, die später von niederländischen Zeichnern mit anderem Stil fortgesetzt wurden. In Frankreich fanden die Geschichten von Perry Winkle unter dem Namen Bicot Verbreitung. Dort zählte unter anderem Jean-Claude Forest zu seinen Zeichnern.

## Kalle, der Lausbuben-König
Unter dem Namen Kalle, der Lausbuben-König erschienen die Abenteuer von Perry Winkle vom 3. September 1933 bis zum 29. Dezember 1935 in insgesamt 121 Folgen im deutschsprachigen Raum in der Zeitschrift Neue Jugend. Ein Buch mit dem Untertitel 60 lustige Streiche erschien 1935 im Berliner Zeitschriften-Verlag und wurde 1938 durch die Aufnahme in die Liste des schädlichen und unerwünschten Schrifttums verboten. Die Aufnahme in den Katalog der Deutschen Nationalbibliothek geschah erst nach 1945.
In Kalle, der Lausbuben-König wurden sämtliche Urheberrechts-Hinweise sowie Signaturen Branners entfernt, sodass die Herkunft des Comics, von einer Ausnahme abgesehen, nicht mehr zu erkennen war.
In den 1950er-Jahren erschienen, ebenfalls unter dem Titel Kalle, der Lausbuben-König, in der Frauenzeitschrift Libelle deutsche Übersetzungen von Sjors.

## Adaptionen und Wirkung
Laut Andreas C. Knigge diente Winnie Winkle etlichen in den 1920er-Jahren neu angelegten Comicstrips mit weiblichen Hauptfiguren als Vorbild. Ebenso macht Knigge den Erfolg des Comics dafür verantwortlich, dass Joseph Medill Patterson Harold Gray derart beeinflusste, dass Little Orphan Annie ein Mädchen als Hauptfigur erhielt.
Winnie Winkle wurde in den 1920er Jahren mehrmals verfilmt. Darüber hinaus war sie beliebte Protagonistin in den sogenannten Eight-pagers.